# Stříbrný potok (Svatava)
Der Stříbrný potok (deutsch: Silberbach) ist ein linker Nebenfluss der Svatava (Zwota) in der Karlsbader Region in Tschechien.

## Lage und Verlauf
Der Bach entspringt aus mehreren Quellarmen im böhmischen Teil des Erzgebirges am Vysoký vrch (947 m n.m.). Etwa 1 km nördlich, liegt die deutsch-tschechische Staatsgrenze, die hier der Wasserscheide des Erzgebirges folgt. Auch die Große Pyra, die Wilzsch und die Rolava entspringen nicht weit entfernt aus dem Hochmoor Großer Kranichsee. Nachdem er zuerst in westsüdwestliche Richtung fließt wendet er sich dann nach Süden und durchfließt die gleichnamige Gemeinde Stříbrná (Silberbach), die fast vollständig im Tal des Baches liegt. In Kraslice (Graslitz) mündet der Bach schließlich in die Svatava. Auf seinem Weg hat der Bach teilweise über 200 m tiefe Kerbtäler eingeschnitten.